# اوموت نیر
اوموت نیر (انگلیسی: Umut Nayir؛ زادهٔ ۲۸ ژوئن ۱۹۹۳) بازیکن فوتبال اهل ترکیه است.
از باشگاه‌هایی که در آن بازی کرده‌است می‌توان به باشگاه فوتبال ینی ملطیه‌اسپور، باشگاه فوتبال آنکارا اسپور و باشگاه فوتبال آنکاراگوچو اشاره کرد.
وی همچنین در تیم ملی فوتبال ترکیه بازی کرده‌است.